# Комплект для догляду за гігієною тіла

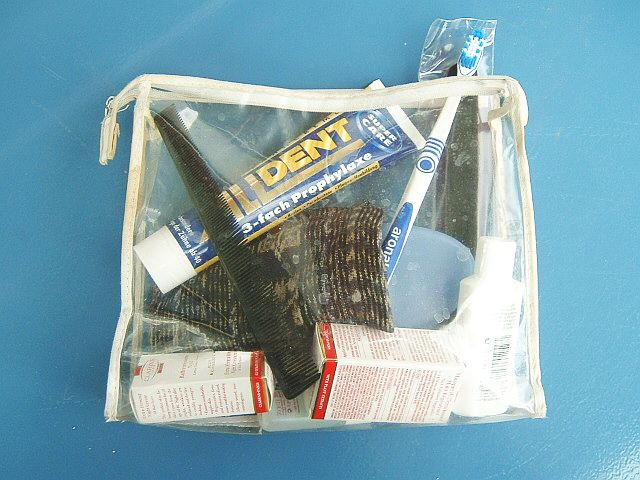
Прозора пластикова сумка для туалетного приладдя

Компле́кт для до́гляду за гігіє́ною ті́ла також: комплект для ванної, несесер, комплект із предметами туалету, комплект для подорожей — маленький контейнер (сумка/комплект/набір речей тощо), який вміщає предмети гігієни/туалету для подорожей тривалості доби чи більше. Комплект для догляду за гігієною тіла використовується переважно тими, хто подорожують пішки і/або громадським транспортом, як-от: піші туристи, мандрівники з валізами тощо У людей, які подорожують власним транспортом (наприклад, пересувний дім, плавучий дім тощо) немає потреби в подібному контейнері: вони використовують власне дзеркало та раковину.
Нічні комплекти схожі до комплектів для догляду за гігієною тіла, за винятком того, що туди входить ще й одяг, — і такі комплекти зазвичай лише на добу. Несесер не слід плутати з косметичкою, вміст якої використовується для покращення зовнішності людини.
Комплект для догляду за гігієною тіла індивідуально для чоловіків називається косметичним мішечком.

## Вміст
- маленький мішечок для складання предметів догляду за гігієною тіла;
- продукти догляду за ротовою порожниною:

- зубна щітка та зубна паста;
- зубна нитка;
- очищувач язика;
- засіб для полоскання ротової порожнини;
- зубочистки;

- ватні палички;
- щипчики для нігтів;
- пінцет (щипчики);
- мило або гель для душу;
- небезпечна бритва або станок для гоління і крем для гоління або електрична бритва;
- гребінець;
- сонцезахисний лосьйон, спрей або гель;
- контактні лінзи і дезінфікуючий розчин для контактних лінз;
- туалетна вода (одеколон або парфуми).